# Große Moschee von Algier
Die Große Moschee von Algier (GMA, arabisch مسجد الجزائر الأعظم, französisch Djamaâ el Djazaïr) ist eine im Jahr 2019 fertiggestellte Moschee in der algerischen Hauptstadt Algier. Die Moschee gehört zu den größten der Welt und übertrifft die Hassan-II.-Moschee im Nachbarland Marokko deutlich. Ihr 265 m hohes Minarett ist das höchste der Welt. Die Fertigstellung war zunächst für das Jahr 2015 geplant. Am 25. Februar 2024 wurde sie von Staatspräsident Abdelmadjid Tebboune offiziell eröffnet.
In Algerien selbst gilt sie vielen Gläubigen als Prestigeprojekt von Abd al-Aziz Bouteflika, dem von 1999 bis 2019 amtierenden Präsidenten, der damit von sozialen und politischen Problemen des Landes ablenken wolle. Der Bau wurde durch die Volksrepublik China finanziell unterstützt.

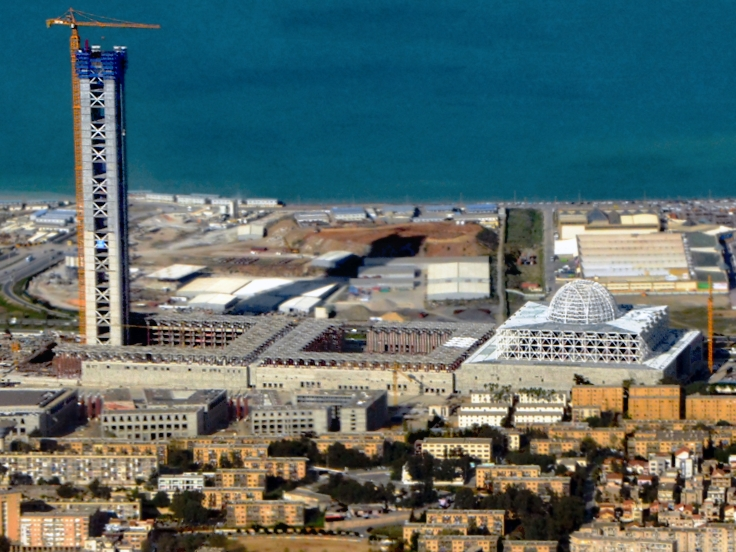
Große Moschee von Algier im Stadtbild

## Auftraggeber
Die Große Moschee von Algier entstand im Auftrag des algerischen Religionsministeriums. Sie ist Teil eines 280 Milliarden Euro schweren Investitionsprogramms der algerischen Regierung unter dem ehemaligen Präsidenten Abd al-Aziz Bouteflika. Die Kosten des Projekts wurden anfangs mit 1 Mrd. Euro angegeben, ein Betrag der im Jahr 2016 auf 1,4 Mrd. Euro aufgestockt wurde. Die Moschee hat den Spitznamen „Bouteflika-Moschee“ erhalten.

## Nutzung
In der Moschee sollen verschiedene kulturelle und religiöse Einflüsse des Islam in Algerien vereint werden. Um die Große Moschee von Algier soll nach dem Willen des Bauherren ein neuer Stadtteil mit Kulturzentrum, Park, Kinosälen, Boutiquen, Teehäusern, Hochschule, Bibliothek, Studentenwohnheim und 6000 Parkplätzen entstehen.

## Bauwerk

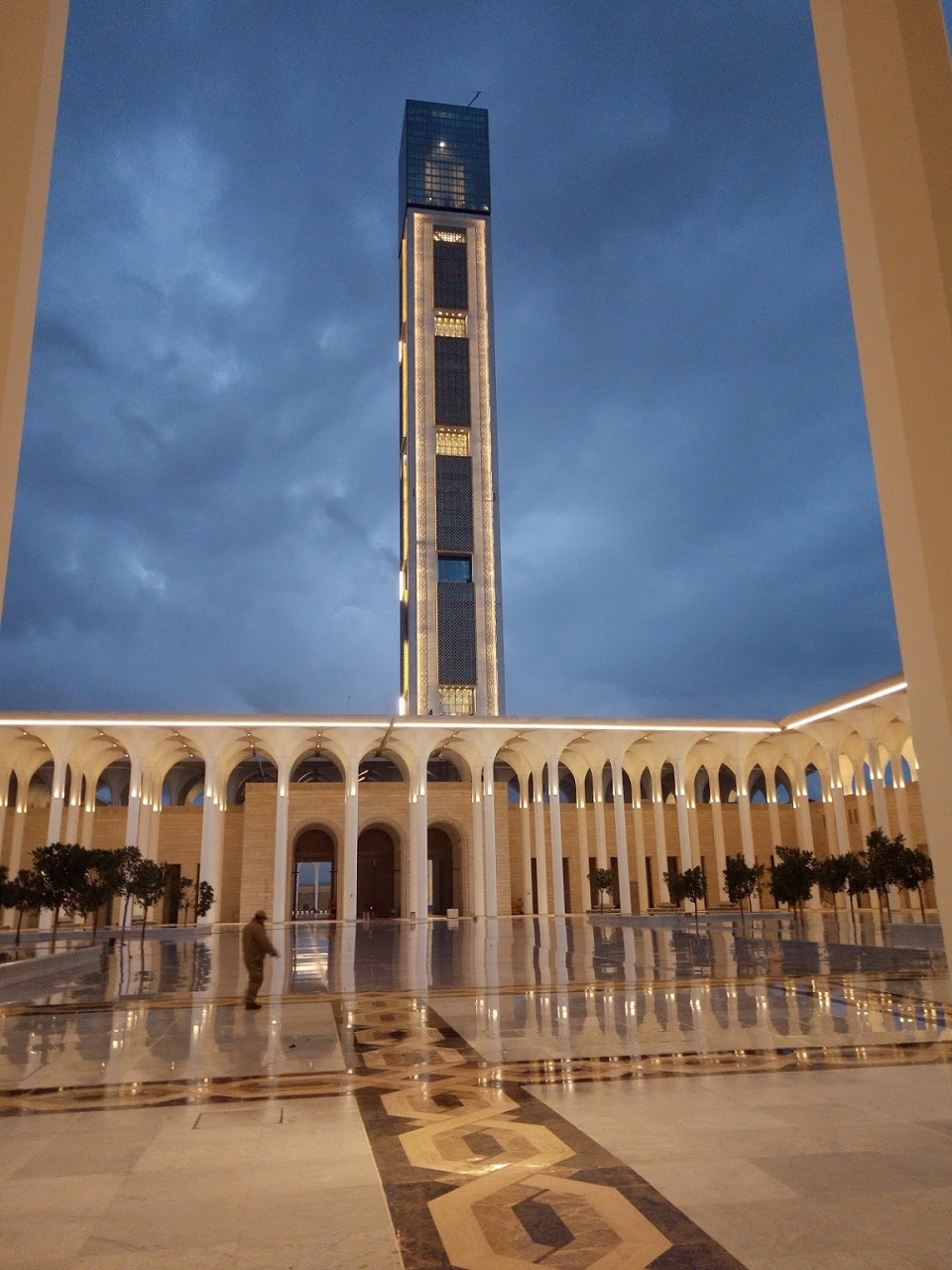
Innenhof und Minarett

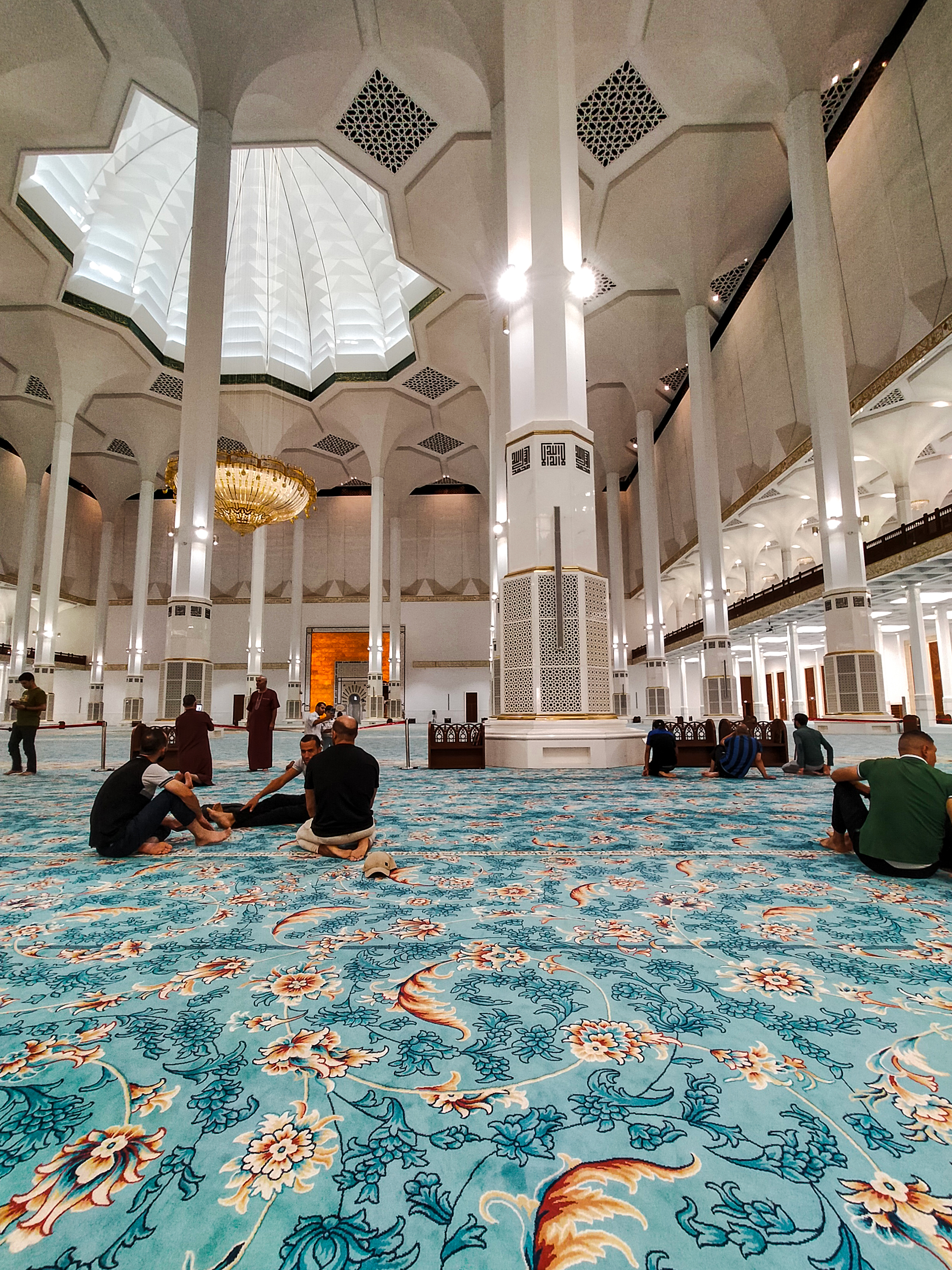
Gebetssaal mit Kuppel und Mihrāb-Nische

### Lage
Die Moschee entstand in der Bucht von Algier auf einem 26 ha großen Gebiet. Das Architekturbüro schrieb, es sei „Landmarke und Impulsgeber für eine neue Stadtentwicklung in Algier“. In der Umgebung der Djamaa El Djazair sind Wohnviertel geplant. Eine Straßenbahnlinie soll von der Moschee zum Zentrum führen. Die Moschee hat einen Gebetssaal für mehr als 30.000 Gläubige und ein Kultur- und Kongresszentrum.

### Architektur
Der Komplex ist – mit Einflüssen der Klassischen Moderne – als eine maghrebinische Hallenmoschee mit zwei Höfen geplant. Weithin sichtbar ist das seitlich der Hauptachse liegende Minarett; es ist gleichzeitig ein Hochhaus, in dem ein Museum und Forschungseinrichtungen untergebracht sind. Interessant ist die Glasummantelung der Laterne.
Der zentrale Gebetssaal ist ein riesiger Kubus mit einer quadratischen Grundfläche von ca. 145 × 145 m und einer Höhe von 22,5 m, der bis zu 120.000 Menschen fassen kann. Etwas eingerückt ist in dem Kubus ein insgesamt etwa 45 m hoher, aber deutlich kleinerer Kubus mit der zentralen Rippenkuppel. Der Gebäudekomplex ist mit Solarmodulen und einer Rückhalteeinrichtung für Regenwasser ausgestattet.

### Beteiligte
Für das Projekt wurde eine Durchführungsgesellschaft als Bauherr gegründet, die Agence Nationale de Réalisation et de Gestion de la Mosquée de l’Algérie.
Mit der Entwicklung erster Pläne wurde im Jahr 2008 eine deutsche Planungsgemeinschaft aus dem Frankfurter Architekturbüro KSP Jürgen Engel Architekten und das Darmstädter Ingenieurbüro Krebs+Kiefer beauftragt. Die Haustechnik (Heizungs-, Kälte-, Klima-, Lüftungs-, Automatisierungs- und Feuerlöschtechnik) plant die Klett Ingenieur GmbH mit Hauptsitz in Fellbach, die Elektrotechnik die Steinigeweg Planungsgesellschaft aus Darmstadt. Das Sicherheitskonzept (baulich – technisch – organisatorische Maßnahmen) ist von KRAISS WILKE & KOLLEGEN Sicherheitsberater aus Wiesbaden.

### Erdbebensicherheit
Der Baugrund ist erdbebengefährdet, weswegen die Pfeiler des Minaretts 45 m tief verankert wurden. Diese aufwendige Fundamentierung namens Barrette-Gründung soll die Standfestigkeit erhöhen. Zudem verändert sich auch die Wandstärke der tragenden Außenwände des Turms entsprechend den statischen Anforderungen von 150 cm in den unteren Ebenen bis hin zu 45 cm in den oberen Ebenen.
Der Gebetssaal wurde zur Sicherung vor Erdbeben auf „seismische Isolatoren“ aufgeständert. Diese baulichen Vorrichtungen zum Erdbebenschutz sind bisher in dieser Größenordnung einmalig.
Der Erdbebenexperte Abdelkarim Chelghoum warnte davor, dass der Bau nicht ausreichend gegen Erdbeben gesichert sei. Nach Aussage eines Regierungssprechers ist ein seismischer Mechanismus eingebaut, der Auswirkungen eines Erdbebens der Stärke 9 auf der Richterskala auf solche der Stärke 3,5 abpuffert.

### Energieversorgung
Die elektrische Energieversorgung erfolgt grundsätzlich über das öffentliche Stromnetz. Darüber hinaus verfügt die Moschee über ein eigenes Kraftwerk zur Energieversorgung. Die Produktion von Wärme, Kälte und Strom erfolgt auf der Basis von Erdgas. Blockheizkraftwerke, ein Heizkessel, warmwasser- und gasbeheizte Absorptionskältemaschinen, Kompressionskältemaschinen und Kühltürme (Nass-/ Trockenbetrieb) bilden zusammen die Energieanlage. Mehrere Blockheizkraftwerke übernehmen die Stromversorgung des Komplexes parallel zum öffentlichen Stromnetz. Die Abwärme der Anlagen wird für die Deckung des Wärmebedarfes der Gebäude und die Beheizung der mit Warmwasser betriebenen Absorptionskältemaschinen verwendet. Die Energiezentrale soll die Eigenproduktion von 12 MW Kälteleistung, 4 MW Heizwärme und 4,6 MW Eigenstromerzeugung verteilen. Der Gesamtelektroanschluss des Komplexes liegt bei 8,5 MW.

### Bauablauf
Am 1. November 2011 wurde der Grundstein für den Bau der Moschee gelegt; der Bau selbst wurde von 1700 algerischen und chinesischen Bauarbeitern ausgeführt. Als Generalunternehmer für die Bauausführung wurde die China State Construction & Engineering Corporation beauftragt. Es war zeitweise das größte Projekt des staatlichen chinesischen Baukonzerns in Algerien.
Bei dem Bau traten verschiedene Schwierigkeiten auf. So fehlte im Jahr 2013 Sand, denn der feine Wüstensand eignet sich nicht für hochfesten Beton. Die 680 teilweise 34 m hohen Stützenelemente aus Schleuderbeton wurden in Deutschland von der Firma Europoles (in Neumarkt in der Oberpfalz) mit Maschinen der Firma BHS-Sonthofen gefertigt und per Schiff nach Algier geliefert. Auch feuerfeste, zertifizierte Steine sind in Algerien selten; deshalb wurden viele Baumaterialien importiert – so wurde der Kalkstein für die Fassade aus der Türkei und aus Italien geliefert.

## Kritik und Kontroversen
Das Projekt war in Algerien umstritten, weil das Land eine Reihe von schweren Problemen hatte (siehe Arabischer Frühling#Algerien und Unruhen in Algerien 2010–2012) und hat, die von Vielen als wichtiger erachtet werden: hohe Arbeitslosenquote, Wohnungsnot, Wasserknappheit, mangelhaftes Gesundheitswesen, zu wenige Schulen, Abhängigkeit von importierten Nahrungsmitteln, Textilien und Medikamenten. Viele Probleme hängen damit zusammen und werden dadurch verstärkt, dass Algerien seit Jahrzehnten ein hohes Bevölkerungswachstum hat (2017 wuchs sie um 1,7 %, was einer Verdopplung binnen 41 Jahren entspricht).
In Algerien gab es im Jahr 2012 bereits über 14.500 Moscheen und etwa 20.000 weitere Gebetsstätten. Adlène Meddi, der Chefredakteur der regierungskritischen Zeitung El Watan Weekend, verglich das Projekt mit den überdimensionierten Bauprojekten in den Golfstaaten.